# Кокоревка
Ко́коревка (рос. Кокоревка) — селище міського типу в Суземському районі Брянської області, Росія.
Населення селища становить 2 176 в 2009 (2 184 особи в 2008; 2 452 в 2002).

## Динаміка населення
|           | 1866 | 1894 | 1926 | 1999 | 2002 | 2009 |
| --------- | ---- | ---- | ---- | ---- | ---- | ---- |
| Мешканців | 0,9  | 1,1  | 1,9  | 2,6  | 2,4  | 2,2  |

## Географія
Селище розташоване у верхів'ях річки Коломина, лівої притоки Десни.
Оточена змішаними лісами. Ґрунти піщані.
Лежить за 83 км від обласного центра м. Брянськ, за 35 км на північ від районного центру Суземка.
Через селище проходить залізнична лінія Конотоп - Брянськ.
За 12 км від селища проходить стратегічна міжнародна автотраса М3  Москва - Київ.
Є невеличка дерев'яна лікарня, школа, чергова аптека, міліція.

## Історія
Кокоревка отримала статус селища міського типу в 1949 році.
На початку ХХ ст. село Кокоревка входило до Трубчевського повіту Комарицької волості, яка поділялася на чотири стани - Брасовський, Голоднівський, Радогозький, Чемлизький. У 1654 р. в чотирьох станах Комарицької волості нараховувалося 23 села і 60 деревень.
Брасовський стан займав велику частину сучасних Брасовського (18 поселень) і Навлінского (9 селищ) районів і невелику територію на півночі Комарицького району (5 поселень) Брянської області. Всього тут в 1667 році було 778 дворів і 3411 чоловіків.
Кокоревка відома з 18 століття як деревня, У 1904 році тут був побудований залізничний вокзал на залізниці Брянськ - Конотоп, в 1910 році побудовано млиновий комбінат.
В 1918-1920 роках Кокоревка була центром повіту.

## Кокоревка під час Другої світової війни
Перед наступом німців в вересні 1941 на околиці селища мешканці, переважно жінки, яких примусово виводили на роботи, прорили глибокий протитанковий рів завдовжки декілька кілометрів, який було засипано лише в середині 70-х років XX ст., використовувався як сміттєзвалище.
Під час Другої світової війни Кокоревка знаходилась на території Локотського округу.
Під час 2-i світової в селищі знаходився італійський військовий гарнізон. Ще й досі в центрі селища знаходиться маленький цвинтар, де поховані італійські солдати. Цвинтар не облаштований, надгробки зруйновані.

### Кокоревські партизани
За версією комуністичної пропаганди 13 листопада 1941 комісар Суземського партизанського диверсійного загону тов. Паничев провів нараду з комуністами деревні Кокоревка. На нараді було вирішено організувати загін, що діяв до 3 лютого 1942 року, на правах групи місцевої самооборони. Командиром загону призначено тов. Єрофєєва, комісаром - тов. Чіхлатова. 
3 січня 1942 в селищі Кокоревка Суземського району створено партизанський диверсійний загін «Більшовик» (згодом увійшов в партизанську диверсійну бригаду «За Батьківщину»). Загін мав на озброєнні один кулемет Дегтярьова, 70 гвинтівок з патронами від 60 до 100 штук на гвинтівку, 17 гранат, 5 револьверів і пістолетів.
15 липня 1943 агент Бендерів доповідав у 1-й відділ 3-го управління НКВС СРСР: «У загоні імені Ворошилова № 2 знаходиться майор С.І.Кочур. Останній з'явився в загін після довгих мандрів по німецьких тилах, де неодноразово заарештовувався фашистами, але чомусь відпускався. Троє бійців загону заявили, що, перебуваючи в полоні у німецькому таборі, бачили Кочура як поліцейського-охоронця при цьому таборі. Більш того, у кишені одного вбитого поліцейського партизани знайшли лист, де йшлося про наявність шпигуна в даному загоні. Командир загону Гудзенко, знаючи про це, тим не менше призначив майора командиром Кокоревського партизанського загону».
Що стосується ситуації, яка на той час склалася в Локотському окрузі, вона не дозволяла радянським партизанам-диверсантам відчувати які-небудь ілюзії на той рахунок, що локотяни, життєвий рівень яких після відходу радянської влади став зростати, будуть зацікавлені в тому, щоб у будь-якій формі підтримувати тих, хто в їх очах фактично боровся за повернення радянського режиму. Тим самим партизани були поставлені перед необхідністю насильницького вилучення одягу і продовольства у мирних громадян.
Так, комісар бригади ім. Ворошилова № 2 майор С.І.Кочур грабував мирне населення доволі відкрито. Ось що показав на допиті восени 1943 року про бригаду і про її командира І.А. Гудзенко представник Ставки Верховного головнокомандування капітан РСЧА О. Русанов: «Полковник Гудзенко, колишній начальник штабу танкової бригади. Його загін складається з військовослужбовців, що потрапили в оточення і переховуються в Брянських лісах. Пізніше він поповнювався всякими кримінальними елементами ... »
У тому, що «бригада» Гудзенка та Кочура увібрала в себе чималу кількість карних злочинців, немає підстав сумніватися, тому що далі капітан Русанов повідомляє про факти грабежу населення. Викритий у грабежі Гудзенко викручується: «Якщо я забороню партизанам те, що вони хочуть, так вони всі розбіжаться, і я залишуся один».
Далі капітан Русанов оповідає: «Бригада ім. Ворошилова № 2 під командуванням Гудзенко - лише приклад. Але грабують і всі інші, за дуже рідкісним виключенням... Я неодноразово письмово й усно про це доповідав. Востаннє Строкач мені сказав: «Залиште це, все одно припинити грабіж ми не зможемо. Та й важко сказати, чи принесе це користь партизанському рухові».
А ось рядки зі звіту С. І. Кочура від 23 травня 1942 року: «Серед населення була проведена конфіскація військового майна, що перебуває в особистому користуванні». У тому ж звіті: «З дня організації загону особовий склад харчувався за рахунок населення, і було виділено дві групи, які займалися доставкою продовольчої і бойового постачання... У сімей поліцейських вилучено 60 пудів хліба, 8 корів, 11 коней, 25 шт. гусей та інше майно і продукти харчування - все пішло для загону ».
У цей час Кочур, за деякими даними, командував Кокоревським партизанським загоном, який діяв у Суземському районі.

### Локотське самоврядування
Під час війни з листопада 1941 по серпень 1943 року Кокоревка входила до складу Локотського самоврядування (Локотській округ, Локотьська волость).
З великими втратами частинам бригади РОНА (збройні сили Локотського самоврядування - Російська визвольна народну армію) вдалося вибити партизан-диверсантів з Тарасівки і Шемякіна, а потім провести успішний штурм Алтухова і Кокоревки. Деякі партизанські командири намагалися врятуватися втечею, переодягнувшись в жіночі сукні.
Протягом наступних шести днів, з 11 по 17 травня, від двох до п'яти німецьких літаків бомбило Кокоревку. У результаті був знищений склад боєпостачання партизанського загону, крім того, загинуло кілька мирних жителів, згорів 21 будинок.
Дії партизанів провокували локотян на відповідні заходи. У локотських листівках, звернених до партизанів, написаних в ультимативному тоні, містилися погрози у разі нових терористичних актів розстрілювати певну кількість полонених партизанів, які розглядалися як заручники. Ультиматумом Локотського окружного самоврядування від 6 лютого 1943, пересланих керівникам партизанських загонів, повідомлялося, що за кожного бійця або старосту буде розстріляно 20 партизанів-заручників, а за кожного командира або відповідального працівника - 50. З огляду на кількість розстріляних тільки в районі локотської в'язниці, безпосереднім виконавцем чого була відома А.М. Макарова (Гінзбург), стало зрозуміло, що загрози самоврядування не були порожніми.

### Звільнення Кокоревки
20 вересня 1943 року війська Брянського фронту звільнили селище Кокоревку.
Віськовополонені німці в 1949 р. побудували вокзал залізничної станції Кокоревка.

## Економіка
В селищі є збанкрутілий меблевий комбінат. Місцеві мешканці працездатного віку працюють переважно в Суземці, Навлі, Брянську, також займаються збиранням ягід, грибів, браконьєрством.
В Кокоревці є велика пекарня, але вона не працює.
Організацією промислового освоєння скляних пісків в середині XIX ст. займався відомий в Росії мільярдер, підприємець і меценат Василь Олександрович Кокорєв, якій побудував на околиці деревні скляний завод. Є версія, відповідно до якої назва "Кокоревка" пішла саме від його прізвища.

## Житло
Будинки переважно дерев'яні, опалюються дровами.
Каналізація в селищі відсутня.
Водопостачання в селищі здійснюється за допомогою водонапірної вежі, яка качає воду з артезіанської свердловини.

## Пам'ятки
Визначні пам'ятки: 
- святий колодязь,
- Мальцівка (село в лісі під охороною),
- Хатунець (із землі б'є стовп холодної води),
- Ченці (святе місце в лісі),
- древній Скляний завод (зруйнований повністю),
- будемській міст (підірваний у війну).

Пам'ятки природи обласного значення:
- «Княжна» - долина верхів'я малої річки з виходами напірних джерел, рідкісними спільнотами ключових боліт, лісами багатого видового складу. Місце масового зростання лікарських видів рослин: валеріана лікарська, горець зміїний, синюха блакитна та ін. Має статус буферної зони у складі біосферного резервату «Неруссо-Деснянське Полісся» (Рішення Міжнародного координаційного комітету ЮНЕСКО програми «Людина і біосфера» 10 листопада 2001 р.). Місце проживання 1 виду тварини, внесеної до Червоної книги РФ - середній дятел. Площа - 873 га. Місцезнаходження: Брянська область, Суземський район, 34 км на північний схід від районного центру смт. Суземка, між населеними пунктами Кокоревка і Алтухово.
- «Озерка» - Болотні урочища озерного походження та навколишні соснові і змішані ліси. Місцезнаходження: Брянська область, Суземський район, 4 км на північний захід від смт. Кокоревка, 5 км на північний схід від с. Холмечі. Площа - 103 га.